# Łuknajno
Łuknajno lub Łuknajny (niem. Lucknainer See) – jezioro położone ok. 5 km od Mikołajek, w województwie warmińsko-mazurskim, w Krainie Wielkich Jezior Mazurskich. Jest jedną z najważniejszych europejskich ostoi ptactwa wodnego.
Jest to płytkie jezioro polodowcowe (średnia głębokość 0,6 m; maksymalna 3 m)
o powierzchni 680 ha, długości 3,3 km i szerokości 2,9 km. Leży w otoczeniu rozległych łąk i bagien, połączone wąskim kanałem o długości 500 m z jeziorem Śniardwy. Jest jeziorem wytopiskowym, tzn. zajmuje zagłębienie powstałe po wytopieniu się brył martwego lodu z ustępującego lodowca. Podobnie jak inne jeziora tego typu, ma prawie okrągły kształt.
Nazwa pochodzi od bałtyjskiego słowa lukne, czyli grzybienie. Łuknajno jest naturalnym tarliskiem ryb żyjących w Śniardwach.
Linia brzegowa jeziora jest słabo rozwinięta, pozbawiona zatok i półwyspów. Brzegi są niedostępne, podtopione, zarośnięte trzcinowiskami i podmokłymi łąkami. Zachodni brzeg jeziora jest płaski i zabagniony, natomiast północny i północno-wschodni – lekko pagórkowaty. Na południowo-wschodnim brzegu jeziora leży wieś Urwitałt, w której zlokalizowana jest Stacja Terenowa Uniwersytetu Warszawskiego im. prof. Kazimierza Dobrowolskiego. Stacja jest jedynym zamieszkałym obiektem we wsi.

## Przyroda
Obfitość wodnej roślinności i ryb w połączeniu z niedostępnością płaskich, podmokłych i częściowo lesistych brzegów sprawia, że licznie występuje wiele gatunków ptaków. Jezioro jest znane od dziesiątek lat jako wyjątkowe siedlisko łabędzia niemego (Cygnus olor) – corocznie gniazduje od kilkunastu do kilkudziesięci par łabędzi, a na pierzenie przybywa ich ok. 2 tys. sztuk. Występują też łyski (Fulica atra) – gniazduje 105–115 par, a podczas wędrówek przebywa ok. 17 tys. sztuk – oraz hełmiatki (Netta rufina) – gniazduje ok. 10 par, a podczas jesiennych przelotów zbierają się stada liczące od kilkudziesięciu do kilkuset osobników (maksymalną koncentrację ok. 900 sztuk zaobserwowano 15.09.1983 r.). 
Licznie występują również perkozy: dwuczube, rdzawoszyje, zauszniki i perkozki. Spośród ptaków brodzących wymienić należy wodnika, kokoszkę wodną, kropiatkę, z czapli: bąka, bączka i czaplę siwą. Rzadkim gatunkiem jest gnieżdżąca się w trzcinach wąsatka. Z uwagi na obfitość ryb częstymi gośćmi są bieliki, rybołowy, kanie rdzawe, kormorany i rybitwy czarne. Doliczono się też około 175 innych gatunków ptactwa błotnego i wodnego, z czego 95 to ptaki lęgowe. Pozostałe 80 gatunków to ptaki przelotne, które korzystają z obfitych zapasów pożywienia podczas przelotu, lub ptaki, które zimują nad jeziorem.
Dno jeziora w 77% pokrywają ramienice (Characeae) oraz rdestnice (Potamogeton) i wywłóczniki (Myriophyllum). Przy brzegach występuje pas szuwaru trzcinowego z niewielką domieszką pałki wąskolistnej i oczeretu jeziornego. Na południowym i wschodnim brzegu występuje pas zarośli wierzbowych i fragmenty olsów. Stwarza to korzystną osłonę dla gnieżdżenia się ptactwa i znacznie wzbogaca biotop.
Na jeziorze Łuknajno obowiązuje zakaz wędkowania oraz zakaz uprawiania żeglugi.
Łuknajno zostało objęte ochroną prawną w 1937 roku.